# Jurij Filiptjenko
Jurij Filiptjenko, född 13 februari 1882 i Zlyn i Orjol oblast, död 19 maj 1930 i Leningrad, var en rysk entomolog. År 1913 blev han lektor vid Leningrads universitet. År 1927 myntade han uttrycken mikroevolution och makroevolution i verket Variabilität und Variation (ungefär "Variabilitet och variation"), vilket var det första försöket att förena Mendels lagar i evolutionsteorin.
Filiptjenko var en tid chef för genetiska byrån (senare kallad institutet) vid den sovjetiska vetenskapsakademin, där bland annat Theodosius Dobzhansky verkade under hans ledning. Dobzhansky kom att göra begreppen kända i den engelskspråkiga världen genom boken Genetics and the Origin of Species (Genetik och arternas uppkomst).
Dobzhansky såg Filiptjenko som sin mentor, men var ändå tvungen att förneka dennes teorier. Filiptjenko levde i en tid då evolutionsteorin gick sin egen väg i Sovjetunionen (jämför mitjurinismen) och han förnekade darwinismen.